# Антипин, Александр Викторович
Александр Викторович Антипин (27 августа 1955, Леонидово[уточнить] — 27 июля 2003) — советский и российский хоккеист, защитник, тренер.

## Биография
Играл в клубах СК им. Салавата Юлаева (Уфа) (1976/77 — 1984/85), «Авангард» Уфа (1976/77 — 1978/79), «Торпедо» Нефтекамск (1987/88 — 1988/89).
В высшей лиге провёл три сезона (1978/79, 1980/81, 1982/83).
Тренер в командах «Торпедо» Нефтекамск (1988/90), «Салават Юлаев» (1990/91 — 1996/97), «Новойл» Уфа (1997/98). В сезонах 1999/2000 — 2002/03 — главный тренер команды «Салават Юлаев-2».
Обладатель почётного звания «Заслуженный работник физической культуры Республики Башкортостан» (1997).
Скончался 27 июля 2003 года в возрасте 47 лет после тяжелой продолжительной болезни. Похоронен на Южном кладбище Уфы.